# Båthustjärnarna
Båthustjärnarna är två sjöar i Älvsbyns kommun i Norrbotten och ingår i Piteälvens huvudavrinningsområde.